# Nukleare Astrophysik
Als Nukleare Astrophysik wird der Übergangsbereich zwischen Kernphysik und Astrophysik bezeichnet. Forschungsthema sind Phänomene und Wechselwirkungen in Zusammenhang mit
- Energieumwandlung (Nukleosynthese) im Innern von Sternen
- Vorgängen in Riesensternen (u. a. Schalenbrennen, Veränderliche Sterne)
- Supernovae und Theorien des Sternkollaps (Neutronensterne, Schwarze Löcher)
- Kosmologie, Entstehung der ersten Elemente nach dem Urknall (primordiale Nukleosynthese).

Zu diesen Forschungsbereichen gehört auch die Entwicklung von Technologien zur Beobachtung und Untersuchung dieser Wechselwirkungen, beispielsweise zur Neutrinooszillation, zum Nachweis von Teilchen oder zur nuklearen Altersbestimmung von Meteoriten—und nicht zuletzt die Entwicklung von Theorien zur Interpretation der Beobachtungen und Phänomene.
Traditionell wird die Astrophysik einerseits nach dem Spektralbereich der eintreffenden Strahlung eingeteilt (Radio- und Infrarotastronomie, Spektroskopie, UV-, Röntgen- und Gammaastronomie), andererseits nach den untersuchten Himmelsobjekten (v. a. Planetologie, Sonnenphysik, Stellarphysik und Sternentwicklung, interstellare Materie, Galaxienforschung und Kosmologie). Demgegenüber hat die nukleare Astrophysik eine mehr integrative Vorgangsweise und ist keine vorwiegend beobachtende Wissenschaft, sondern hat auch stark theoretische Elemente sowie experimentelle Methoden in Verbindung mit der Kernphysik.

## Nukleosynthese in Sternen
Zu diesem grundlegenden Prozess der Energieerzeugung in allen sonnenähnlichen und schwereren Sternen forscht die nukleare Astrophysik vor allem in folgenden Bereichen:
- Arten der Nukleosynthese in der Astrophysik
- Standardwerte für die in der Astrophysik verwendeten Kernreaktionsraten
- Hauptreihensterne und das Verhältnis der zwei Fusionsprozesse Proton-Proton-Kette und Kohlenstoff-Stickstoff-Zyklus
- Kern-Wirkungsquerschnitte in Sternen, Helium-Fusionsreaktionen
- Prozesse der schwachen Wechselwirkung bei der Sternentwicklung
- Neutrinos und Hochenergiephysik, solares Neutrinoproblem
- Theorie der Riesenstern-Stadien und des Schalenbrennens
  - Bildung instabiler Elemente im Kern Roter Riesen (z. B. Technetium)
  - AGB-Sterne und asymptotischer Riesenast
  - Veränderliche Sterne, Kernprozesse und Oszillationen

## Sternkollaps, kompakte Sterne
Die Bildung sehr kompakter Himmelskörper ist eine relativ neue Forschungsrichtung und befasst sich u. a. mit:
- Sternkollaps und Theorie kompakter Sterne mittels Zustandsgleichungen aus der Kernphysik
- Weiße Zwerge und Neutronensterne
- Simulationen des Gravitationskollaps,
- Röntgen-Burster, Collapsar-Modell für Gammastrahlen-Burster
- Jet-Entstehung, Kollaps rotierender Magnetare
- Entwicklung von Schwarzen Löchern
- Entstehung der Gammablitze

## Theorie der Supernovae
Die Explosion im Endstadium sehr massereicher Sterne ist erst durch wenig Messdaten gestützt, weil die bisher beobachteten Supernovae bis auf zwei Ausnahmen für genaue Spektroskopie zu weit entfernt waren. Daher tragen vor allem astrophysikalische Theorien zu diesem Forschungsgebiet bei:
- Theoretische Modelle für Supernovae und Neutronensterne
- Nukleosynthese bei Supernovae
- die Entwicklung massereicher Sterne (8 bis 50 Sonnenmassen) im Vor-Supernova-Stadium
- die Rolle der Neutrinos bei der Erzeugung schwerer Elemente, Aufheizungsmechanismen
- Doppelsterne mit kompakten Sternen als Partnern
- Verschmelzung von Neutronensternen
- die Frage der Neutrino-Mischung in Supernovae

## Planetologie
Für Körper unseres Sonnensystem sind u. a. folgende nukleare Themen relevant:
- Altersbestimmung von Meteoriten
- ursprüngliche (primordiale) Zusammensetzung und Isotopen-Verhältnisse von Kometen, interplanetarem Staub und Meteoriten
- Wechselwirkung zwischen Sonnenwind und der Magnetosphäre von Planeten
- Anregungszustände, Ionen und Isotope in Planeten-Atmosphären
- Spuren Kosmischer Strahlung im Boden von Mond und Mars

## Kernphysik und Kosmologie
Bei der Erforschung der Anfänge des Universums sind derzeit die Fragen nach der Elemententstehung und sehr energiereicher Phänomene (Gravitationswelle, Gammablitze) der Galaxien-Entwicklung und der Großstruktur des Universums besonders aktuell:
- Entstehung der ersten Elemente nach dem Urknall
  - insbesondere das primordiale Verhältnis von Wasserstoff zu Helium
  - Häufigkeit von Lithium und anderer Elemente und Folgerungen für die Kosmologie
  - Evolution chemischer Elemente in Galaxien
- Nachweis und Erforschung von Gravitationswellen und der Gammablitze
- elektromagnetische und Gravitationsstrahlung bei der Fusion zweier Neutronensterne
- Nukleosynthese in homogenen Urknallmodellen
- Modelle inhomogener Kosmologien

## Verbindung von Astro- und Kernphysik
Die beiden Fachgebiete überschneiden sich zunehmend, beispielsweise bei
- Zustandsgleichungen für hochdichte Materie, auch jenseits der Dichte von Atomkernen
- Eigenschaften instabiler Kerne, Quark- und Kernmaterie hoher Dichte
- Monte-Carlo-Verfahren für das quantenmechanische Schalenmodell (Kernphysik)
- Modellierung von Wirkungsquerschnitten, z. B. für die Helium-3-Fusionsreaktion
- r-Prozess und neuartige Experimente beim Studium des Zerfalls von Kernen

Zur Kooperation von Kern- und Astrophysik trägt seit längerem auch das Projekt ISOLDE (Isotope Separator On Line DEvice) am Proton Synchrotron Booster des CERN in Genf bei.

## Experimente
Von vielen relevanten Experimenten seien erwähnt:
- Fermi Gamma-ray Space Telescope
- Neutrino-Detektoren Super-Kamiokande und GALLEX
- Laboratori Nazionali del Gran Sasso
- Laborexperimente des HEPHY (Institut für Hochenergiephysik)

## Preise und Auszeichnungen
- Hans-A.-Bethe-Preis
- Lise-Meitner-Preis
- Otto-Hahn-Medaille

### Einsteiger
- Albrecht Unsöld, Bodo Baschek: Der neue Kosmos: Einführung in die Astronomie und Astrophysik. Springer Berlin Heidelberg, Berlin, Heidelberg 2002, ISBN 978-3-540-42177-1, doi:10.1007/978-3-662-06529-7.

### Standardwerke
- Jean Audouze, Sylvie Vauclair: An Introduction to Nuclear Astrophysics (= Geophysics and Astrophysics Monographs. Band 18). Reidel, Dordrecht 1980, ISBN 978-90-277-1012-3 (englisch, archive.org).
- Donald D. Clayton: Principles of Stellar Evolution and Nucleosynthesis. University of Chicago Press, Chicago 1983, ISBN 978-0-226-10952-7 (englisch, archive.org).
- Introduction to Stellar Astrophysics, 3 Bände von Erika Böhm-Vitense, 1989
- A. Weiss, John P. Cox, R. Thomas Giuli (Hrsg.): Cox & Giuli’s Principles of Stellar Structure (= Advances in Astronomy and Astrophysics. Band 8). 2. Auflage. Cambridge Scientific Publishers, Cambridge 2004, ISBN 978-1-904868-20-0 (englisch, archive.org).
- Ian J. Thompson, Filomena M. Nunes: Nuclear Reactions for Astrophysics. Cambridge University Press, Cambridge 2009, ISBN 978-0-521-85635-5 (englisch).
- Rudolf Kippenhahn, Alfred Weigert, Achim Weiss: Stellar Structure and Evolution (= Astronomy and Astrophysics Library). 2nd Auflage. Springer Berlin Heidelberg, Berlin, Heidelberg 2012, ISBN 978-3-642-30255-8, doi:10.1007/978-3-642-30304-3.

### Klassiker
- R. D E. Atkinson, F. G. Houtermans: Zur Frage der Aufbaummöglichkeit der Elemente in Sternen. In: Zeitschrift für Physik. Band 54, Nr. 9–10, September 1929, S. 656–665, doi:10.1007/BF01341595.
- S. Rosseland: Theoretical Astrophysics. Oxford University Press ; Clarendon Press, Oxford 1936 (englisch, archive.org).
- H. A. Bethe: Energy Production in Stars. In: Physical Review. Band 55, Nr. 1, 1. Januar 1939, S. 103–103, doi:10.1103/PhysRev.55.103 (englisch).
- A. Unsöld: Physik der Sternatmosphären. Springer Berlin Heidelberg, Berlin, Heidelberg 1955, ISBN 978-3-642-47427-9, doi:10.1007/978-3-642-47425-5.
- E. E. Salpeter: Stellar Energy Sources. In: Reviews of Modern Physics. Band 29, Nr. 2, 1. April 1957, S. 244–254, doi:10.1103/RevModPhys.29.244.
- E. Margaret Burbidge, G. R. Burbidge, William A. Fowler, F. Hoyle: Synthesis of the Elements in Stars. In: Reviews of Modern Physics. Band 29, Nr. 4, 1. Oktober 1957, S. 547–650, doi:10.1103/RevModPhys.29.547 (englisch).
- Edwin E. Salpeter: Stellar Nucleosynthesis. In: Reviews of Modern Physics. Band 71, Nr. 2, 1. März 1999, S. S220–S222, doi:10.1103/RevModPhys.71.S220 (englisch).